# Thesea sanguinea
Thesea sanguinea är en korallart som beskrevs av Nutting 1910. Thesea sanguinea ingår i släktet Thesea och familjen Plexauridae. Inga underarter finns listade i Catalogue of Life.